# Beechcraft
Beechcraft Corporation je americký letecký výrobce založený v roce 1932 Walterem Herschelem Beechem a jeho ženou Olive Ann Beech ve městě Wichita v Kansasu (původně jako Beech Aircraft Company). Vyrábí civilní i vojenské typy, např. lehká jednomotorová letadla, dvoumotorová turbovrtulová obchodní letadla, cvičná letadla atd. V roce 2013 Beechcraft odvrátil hrozbu bankrotu, ukončil výrobu malých proudových dopravních letounů (tzv. bizjety - business jets) a zaměřil se na vývoj nových produktů a podporu stávajících.
Od roku 1980 byl divizí firmy Raytheon, v letech 2006–2013 součástí společnosti Hawker Beechcraft. Na konci roku 2013 oznámila společnost Textron Aviation záměr koupit Beechcraft za cenu 1,4 miliardy dolarů. K převzetí došlo 14. března 2014. Beechcraft se stal vedle Cessny a Bell Helicopter další leteckou divizí Textronu.

## Galerie

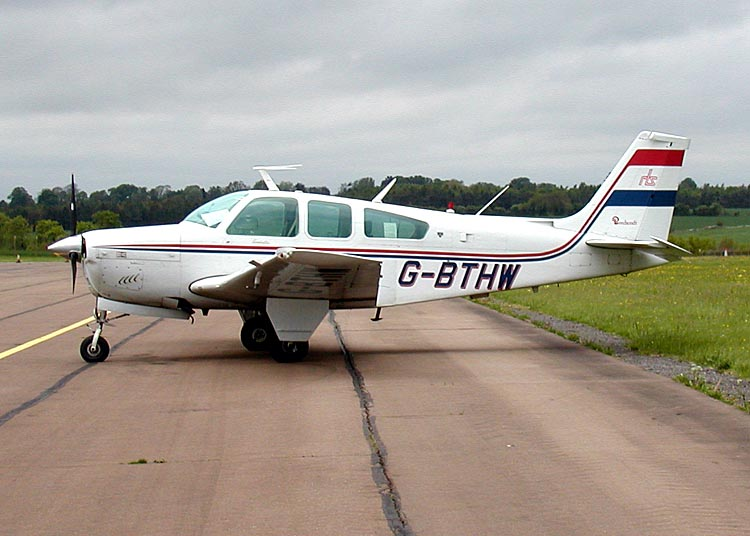
Beechcraft Bonanza F33C
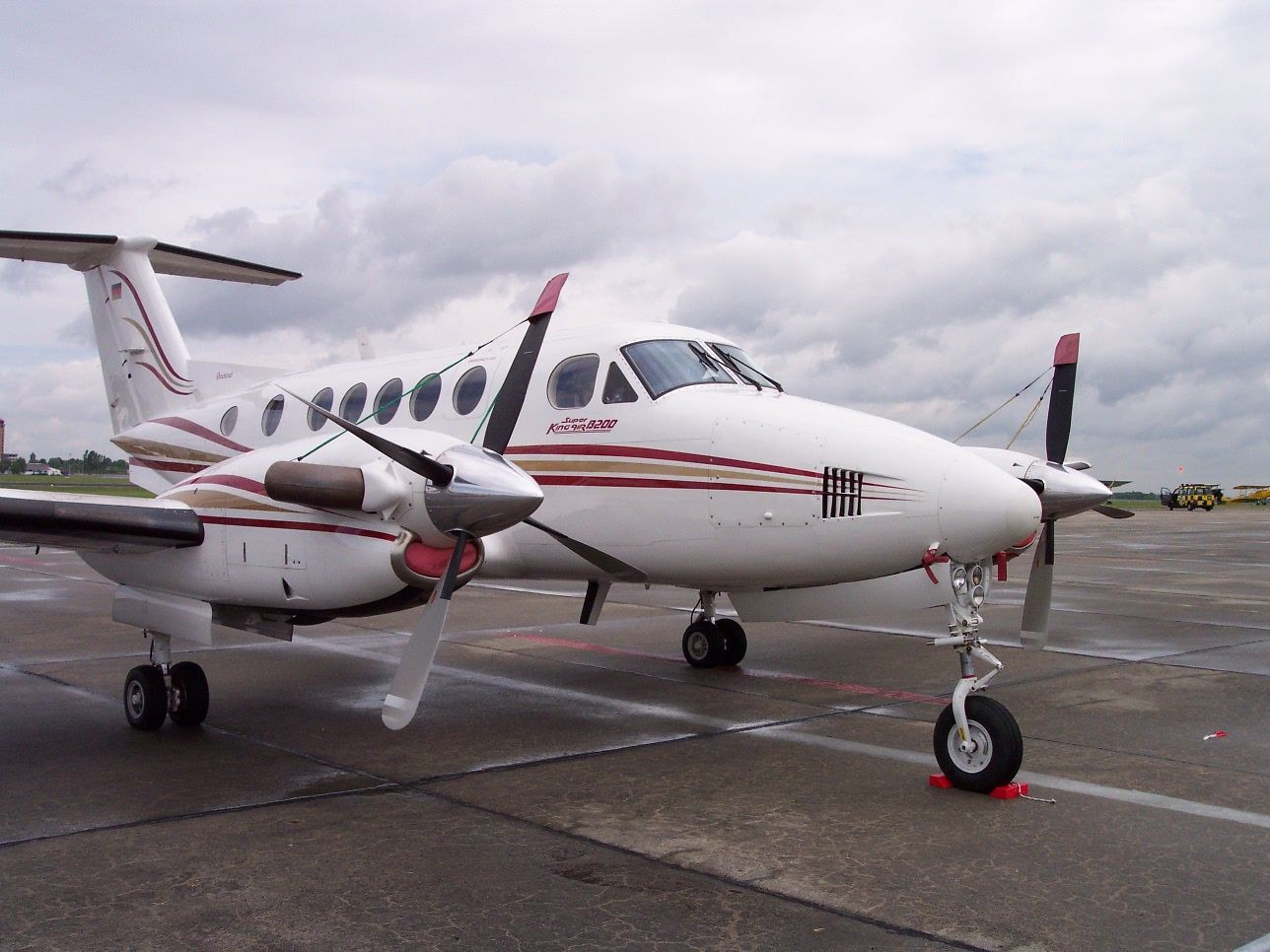
Beechcraft Super King Air
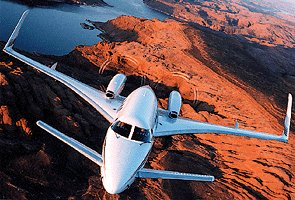
Beechcraft Starship

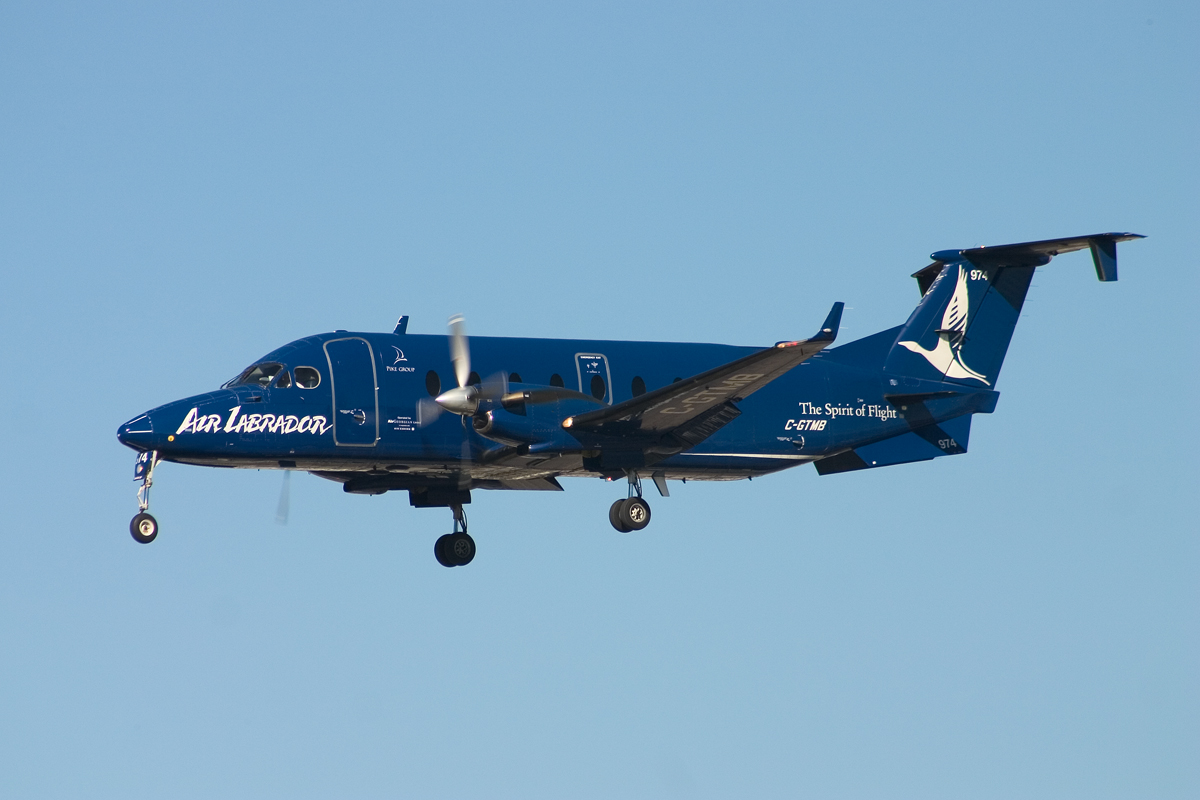
Beechcraft 1900D
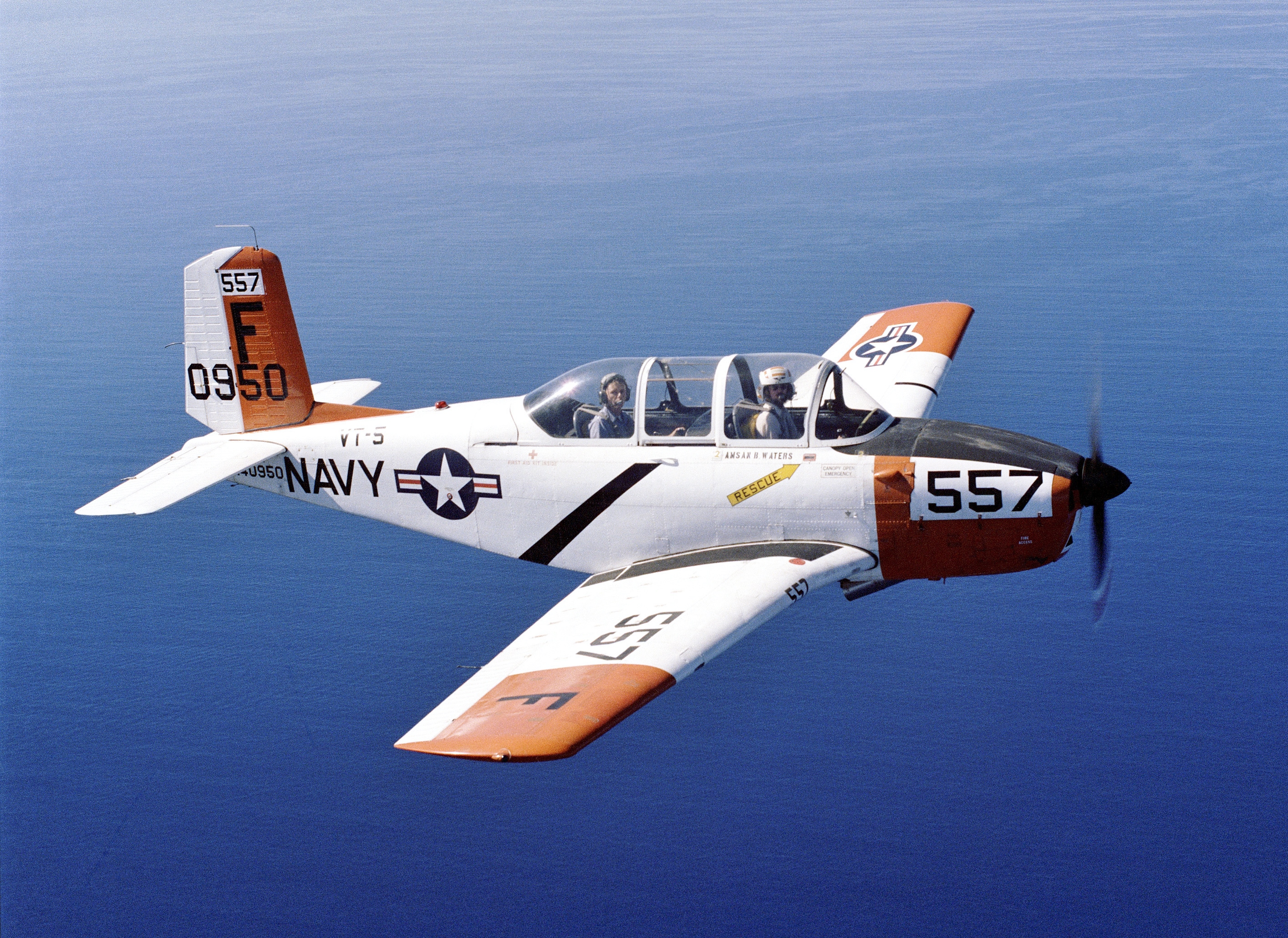
Beechcraft T-34 Mentor
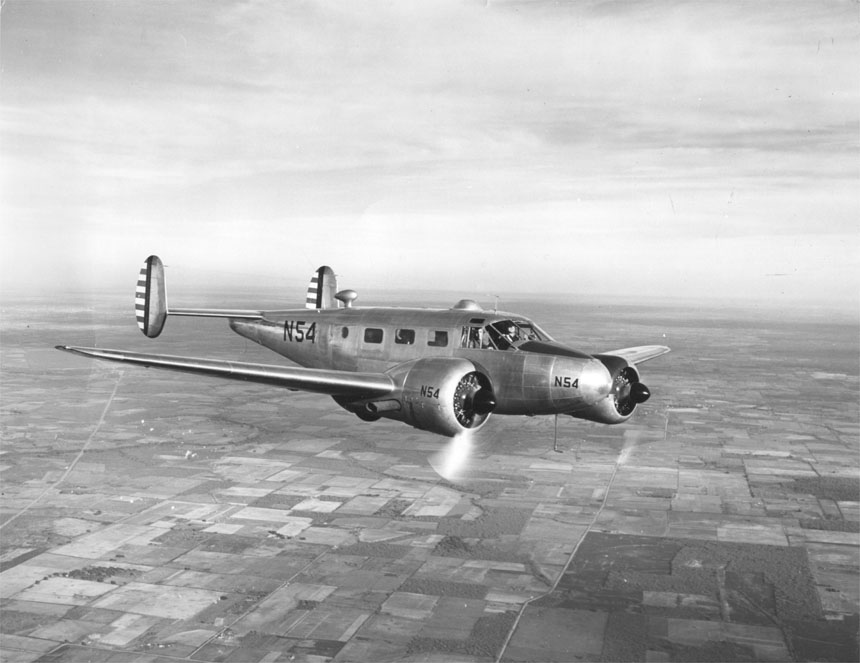
Beechcraft AT-7 (Model 18)
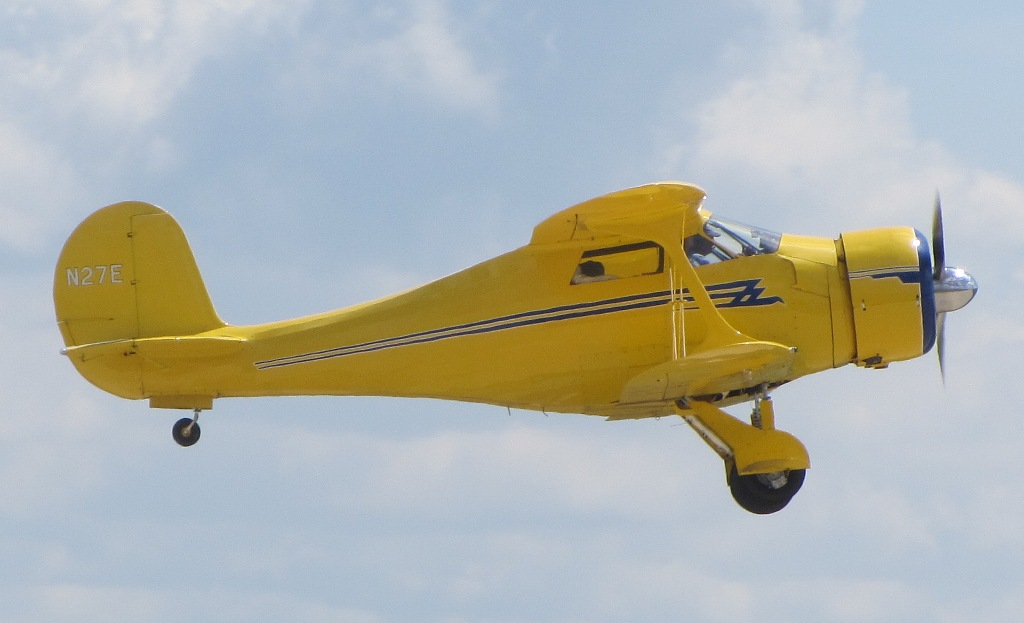
Beechcraft Staggerwing (Model 17)